# Botar pra Chorar
"Botar pra Chorar" é uma canção da cantora brasileira Joelma, lançada em 10 de março de 2020 através da Midas Music. Foi composta por Junior Sillva e gravada nos estúdios da Midas Music, sendo produzida por Rick Bonadio junto com Renato Patriarca. "Botar pra Chorar" é um brega pop que fala sobre um ex-namorado que se arrependeu do fim do relacionamento e tenta reatá-lo. A canção foi recebida com avaliações favoráveis pela crítica especializada.
Dirigido por Vinicius Oliveira, Kenny Kanashiro e Ana Ceribelli, o videoclipe de "Botar pra Chorar" foi lançado em 30 de abril de 2020. O vídeo musical apresenta referências às redes sociais, trazendo layouts gráficos do Instagram e do WhatsApp, filtros do TikTok e inspirações em challenges e memes.

## Composição
Composta por Junior Sillva, "Botar pra Chorar" é um brega pop que fala sobre um ex-namorado que se arrependeu do fim do relacionamento e tenta reatá-lo. A canção foi gravada nos estúdios da Midas Music, com a qual Joelma assinou contrato em 20 de janeiro de 2020, sendo produzida por Rick Bonadio junto com Renato Patriarca. Escrevendo para o G1, Mauro Ferreira percebeu que a faixa "embute sutil batida de pop rock – gênero com o qual Bonadio está mais identificado no mercado – sem transformar a música propriamente em rock" e "reapresenta Joelma no tom da sofrência, mas sem chororô". A cantora contou que a canção "foi uma surpresa boa que apareceu no momento certo":
"Quando eu ouvi a música pela primeira vez, já bateu aquela coisa boa, um sentimento bom, algo diferente. Amei logo de cara e minha cabeça ficou a mil. Comecei a pensar em tudo, coreografia, clipe e em como encaixaria ela nos shows."

## Lançamento e divulgação
"Botar pra Chorar" foi bastante promovida  com apresentações ao vivo em programas de televisão. Para promover o lançamento da canção, Joelma a apresentou no Encontro com Fátima Bernardes em 10 de março de 2020, juntamente com "Pra Te Esquecer" e "Dudu". No dia 15 do mesmo mês, a cantora performou a canção no Domingão do Faustão, junto com "A Lua Me Traiu" e vários sucessos da sua carreira. "Botar pra Chorar" foi lançada nas plataformas digitais em 26 de março de 2020. No dia 29 do mesmo mês, ela interpretou a canção no Eliana. Em 4 de abril, cantou a canção no Programa da Maisa. Em 25 de maio de 2020, Joelma cantou a canção novamente no Encontro com Fátima Bernardes, junto com "Ai Baby".

## Recepção da crítica
| Críticas profissionais | Críticas profissionais |
| Avaliações da crítica  | Avaliações da crítica  |
| Fonte                  | Avaliação              |
| ---------------------- | ---------------------- |
| G1                     | [ 6 ]                  |

Escrevendo para o G1, Mauro Ferreira deu três estrelas de um total de cinco para a canção e considerou o refrão como "o elemento mais atraente do single".

## Vídeo musical

Captura de ecrã do momento do videoclipe em que Joelma reproduz seu famoso meme

O videoclipe de "Botar pra Chorar" foi dirigido por Vinicius Oliveira, Kenny Kanashiro e Ana Ceribelli e lançado em 30 de abril de 2020. Em um vídeo publicado em suas contas nas redes sociais, Joelma disse que "estava tudo certo" para gravar o videoclipe quando a pandemia de COVID-19, que afetou o mundo todo, fez com que ela mudasse seus planos. Na mesma gravação, a cantora convida os fãs a gravarem vídeos dançando a coreografia oficial e postarem nas mídias sociais com a hashtag #EuNoClipeDaJoelma; os melhores foram selecionados para complementar o videoclipe, gravado na casa da cantora. O vídeo musical apresenta referências às redes sociais, trazendo layouts gráficos do Instagram e do WhatsApp, filtros do TikTok e inspirações em challenges e memes.

## Histórico de lançamento
| Região | Data                | Formatos                   | Gravadora   | Ref.   |
| ------ | ------------------- | -------------------------- | ----------- | ------ |
| Brasil | 10 de março de 2020 | Airplay                    | Midas Music | [ 6 ]  |
| Várias | 26 de março de 2020 | Download digital streaming | Midas Music | [ 22 ] |